# فرد موريس (لاعب كرة قدم)
فرد موريس (بالإنجليزية: Fred Morris)‏ (15 يونيو 1929 في المملكة المتحدة - 20 نوفمبر 1998) هو مدرب كرة قدم ولاعب كرة قدم بريطاني في مركز جناح ‏. لعب مع نادي غيلينغهام ونادي كرو ألكساندرا ونادي ليفربول ونادي والسول ونادي تشستر سيتي ونادي أوزورتي تاون ‏ ونادي مانسفيلد تاون ونادي ألترينتشام.